# 史蒂文斯鎮區 (明尼蘇達州史蒂文斯縣)
史蒂文斯鎮區（英語：Stevens Township）是位於美國明尼蘇達州史蒂文斯縣的一個行政鎮區。

## 地方資料
史蒂文斯鎮區的面積為93.12平方千米，當中陸地面積為92.57平方千米，而水域面積為0.55平方千米。根據2020年美國人口普查的數據，當地共有人口67人，而人口密度為每平方千米0.72人。